# عودة الغائب (فلم)
عودة الغائب فيلم مصري من إنتاج عام 1947 قصة وإخراج أحمد جلال وساعد في الإخراج حسن الإمام ومثل فيه محمود المليجي وماري كويني وسهام رفقي. الفيلم من إنتاج ماري كويني وتم تصويره في مصر بتقنية الأبيض والأسود وطوله 105 دقائق.

## ملخص قصة الفيلم
أسرة صغيرة تفقد سعادتها حين يهرب الصبي من المنزل. وتموت الأم كمدًا على ابنها ويعيش الأب والأخت على أمل عودة الصبي الغائب. تمر السنون ويعرف محتالٌ بقصة غياب الفتى، ينتحل شخصية الغائب ليتمكن من الاستيلاء على ثروة الأب. ولكن بسبب طول العشرة يتأثر المحتال بهما حيث يجمعه الحب بنعمات في حين تعامله هي على أنه أخوها العائد ويستيقظ ضمير المحتال، بل ويحاول الاعتراف لكنه يخشى أن يخسر كل شيء خاصة حب نعمات. هنا يعود الابن الغائب وتتكشف الحقائق، لكن الابن يعلم الحقيقة فيعفو الجميع عن بعض وينتهي الفيلم نهاية سعيدة بزواج الابنة بحبيبها.

## الممثلون
مثل في هذا الفيلم كل من رفقي جميل وسهام رفقي ومحمد مصطفى ومحمود المليجي ونسيم ندا ومختار عثمان وعبد المنعم إسماعيل وأحمد الحداد وفؤاد فهيم وماري كويني.

## روابط خارجية
- مقالات تستعمل روابط فنية بلا صلة مع ويكي بيانات